# Azotan manganu(II)
Azotan manganu(II), Mn(NO
3)
2 – nieorganiczny związek chemiczny, sól kwasu azotowego i manganu na II stopniu utlenienia. Występuje jako mono-, tetra- lub hexahydrat.

## Właściwości
Azotan manganu(II) jest ciałem stałym barwy białej, ma zapach kwasu azotowego. Podczas ogrzewania do około 100 °C następuje jego rozkład. Ma właściwości higroskopijne. pH roztworu wodnego azotanu manganu wynosi 3.

## Działanie na organizm człowieka
Po dostaniu się do organizmu może powodować methemoglobinemię z bólami głowy, arytmię serca, spadek ciśnienia krwi oraz duszności. Powoduje też cyjanozę.
Po kontakcie z oczami wywołuje ich podrażnienie.

## Pierwsza pomoc
Przy kontakcie z oczami lub skórą należy jak najszybciej przemyć je wodą. Po spożyciu należy podać dużą ilość wody i spowodować wymioty.